# José Manuel Barroso

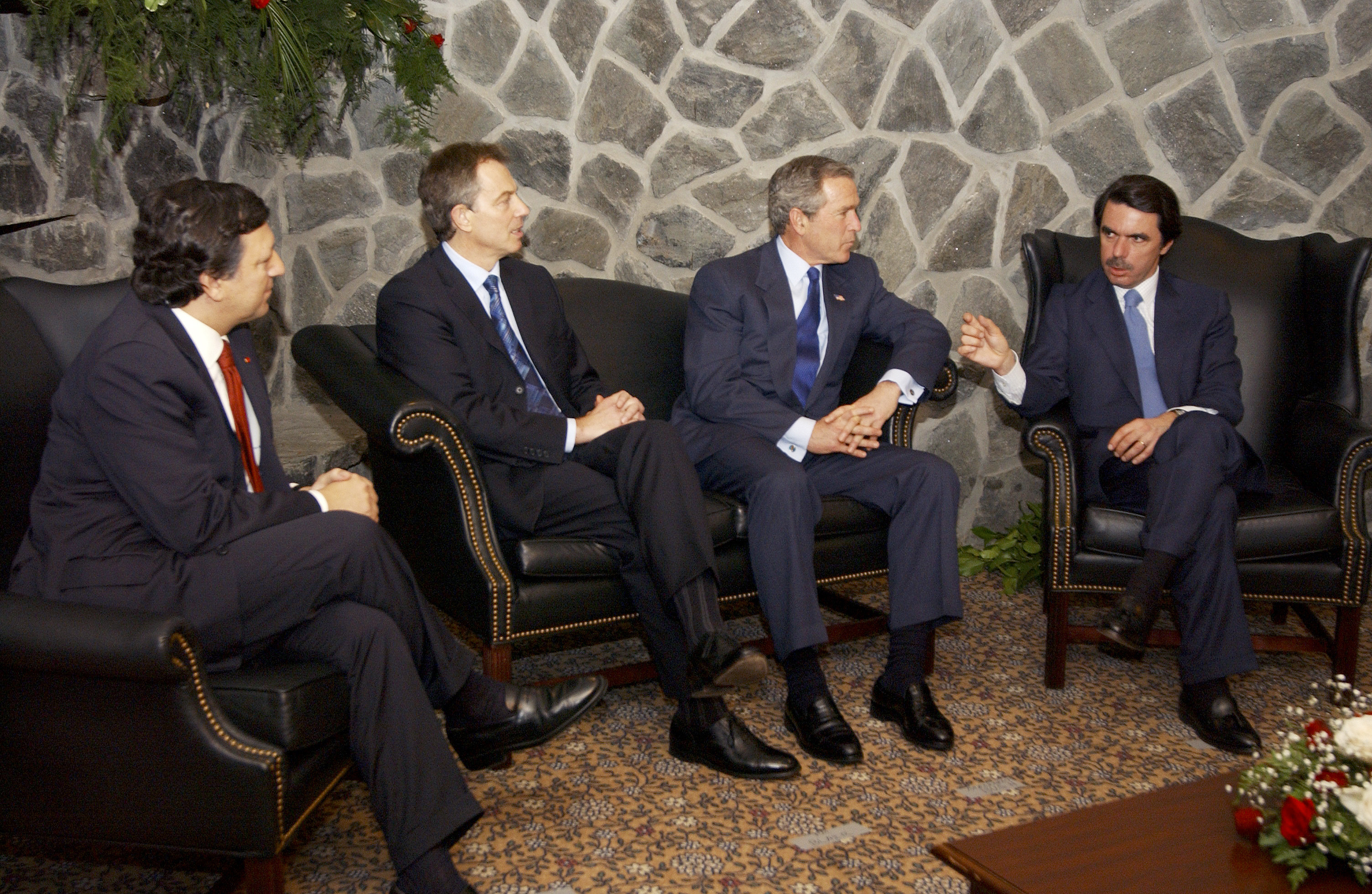
Barroso, Azoren-top Irak 2003

José Manuel Durão Barroso (uitspraak in het Portugees: [ʒuˈzɛ mɐnuˈɛɫ duˈɾɐ̃w bɐˈʁozu], Lissabon, 23 maart 1956) is een Portugees politicus van de Partido Social Democrata. Hij was van november 2004 tot november 2014 voorzitter van de Europese Commissie.

## Loopbaan
Barroso heeft een graad in de rechten van de Universiteit van Lissabon. Ook heeft hij een MA in economische en sociale wetenschappen van de universiteit van Genève. Hij werkte gedurende een aantal jaren aan de universiteiten van Lissabon en Georgetown University in Washington D.C., waar hij zijn doctorstitel behaalde.
Barroso's politieke activiteiten startten tijdens zijn studie, voor de Anjerrevolutie van 25 april 1974. Hij was toen aangesloten bij de communisten. In december 1980 werd hij lid van de centrumrechtse PSD (Partido Social Democrata), waar hij nu nog steeds bij aangesloten is.
Hij bekleedde onder andere de volgende functies in de politiek:
- Assistent staatssecretaris voor Binnenlandse Zaken (1985-1987)
- Staatssecretaris voor Buitenlandse Zaken (1987-1992)
- Minister van Buitenlandse Zaken (1992-1995)
- Premier van Portugal (2002-2004)

## Irakinvasie 2003
Onder leiding van Barroso trad Portugal toe tot de zogenaamde 'coalition of the willing', landen welke samenwerkten met de VS en het VK tijdens de invasie en bezetting van Irak. Barroso organiseerde hiervoor in maart 2003 een top op de Azoren.

## Voorzitter Europese Commissie
Durão Barroso werd op 29 juni 2004 voorgedragen als nieuwe voorzitter van Europese Commissie. Zijn kandidatuur werd op 20 juli 2004 door het Europees Parlement goedgekeurd. Op 12 augustus maakte Durão Barroso de leden van 'zijn' Commissie bekend. Die konden evenwel niet allemaal op evenveel instemming van het Europees Parlement rekenen. Met name op de conservatieve Italiaanse kandidaat Rocco Buttiglione was veel kritiek, vooral vanwege zijn opvattingen over homo's en vrouwen. Toen het erop leek dat een meerderheid van het Parlement daarom tegen de Commissie zou stemmen, besloot Barroso op 27 oktober 2004 aan het Parlement uitstel te vragen voor het aantreden van zijn Commissie.
Op 4 november 2004 presenteerde Barroso daarop een nieuw voorstel voor de samenstelling van de Commissie. Rocco Buttiglione, die de post Justitie, Vrijheid & Veiligheid zou gaan beheren, werd vervangen door de voormalige Italiaanse minister van Buitenlandse Zaken Franco Frattini. De Letse kandiaat Ingride Udre werd teruggetrokken voor de post van Belasting- en Douaneunie. Op die plek werd de Hongaarse kandidaat László Kovács benoemd. Kovács zou aanvankelijk de portefeuille Energie krijgen, maar wekte bij het Europees Parlement niet de indruk daar veel van af te weten. Die laatste portefeuille zou nu beheerd gaan worden door de nieuwe Letse kandidaat: Andris Piebalgs.
In deze nieuwe samenstelling werd de nieuwe Commissie wel aanvaard door het Parlement. Sinds 22 november 2004 was Barroso voorzitter van de Europese Commissie.
Op 8 juni 2005 verwierp het Europees Parlement een voorwaardelijke motie van wantrouwen tegen Barroso, die door het Eurosceptische parlementslid Nigel Farage was ingediend vanwege een vakantie die Barroso aan boord van een jacht van een Griekse scheepsmagnaat had doorgebracht. Een week later ontving het bedrijf van Latsis steun van de EC ter waarde van 10,3 miljoen euro. De boottocht bleek echter plaats te hebben gevonden vóórdat Barroso zijn ambt aanvaardde en de steunmaatregel was al goedgekeurd door de vorige Europese Commissie. De uitslag van de stemming was 589 tegen, 35 voor, 35 onthoudingen.

## Tweede ambtsperiode
Op woensdag 16 september 2009 werd Barroso herkozen voor een tweede ambtsperiode. Van de 736 Europese parlementsleden brachten er 718 een stem uit: 382 voor, 219 tegen, 117 onthoudingen. De stemming was geheim, maar uit de verklaringen kon worden opgemaakt dat de meeste christendemocraten, conservatieven en liberalen voor hem stemden, net als de Portugese en Spaanse socialisten.
Als voorzitter werd Barroso per 1 november 2014 opgevolgd door Jean-Claude Juncker. Als Portugees Eurocommissaris werd hij opgevolgd door Carlos Moedas.

## Goldman Sachs
In juli 2016 werd bekend dat Barroso gaat werken bij de Amerikaanse zakenbank Goldman Sachs. Hij is benoemd tot niet-uitvoerend voorzitter van de internationale bankactiviteiten en zal ook als adviseur optreden. Zijn functie komt overeen met die van een president-commissaris in het Nederlandse bestuursmodel.
Barroso's aanstelling bij Goldman Sachs, dat als crediteur van de Griekse staat een kwalijke rol had in het ontstaan van de Europese staatsschuldencrisis, leidde tot ophef. Een groep EU-ambtenaren startte een petitie om hem het pensioen te ontnemen dat hij bij de EU had opgebouwd, die tegen mid-september ruim 140.000 keer ondertekend werd. De Europese Commissie gaf opdracht tot een onderzoek door haar ethische commissie naar Barroso's stap, die in strijd kan zijn met de verplichting van ex-commissarissen om integer te handelen. Zijn opvolger Jean-Claude Juncker riep EU-medewerkers op om Barroso voortaan als een lobbyist te behandelen in plaats van een oud-commissaris.

## Persoonlijk
Barroso is getrouwd en heeft drie kinderen.
- Bibsys: 5011659
- Biblioteca Nacional de España: XX5249715
- Bibliothèque nationale de France: cb15567716z (data)
- Catàleg d'autoritats de noms i títols de Catalunya: 981058516261406706
- CiNii: DA15446364
- Gemeinsame Normdatei: 129960004
- International Standard Name Identifier: 0000 0001 2127 6821
- Library of Congress Control Number: n87889829
- Nationale Bibliotheek van Letland: 000266243
- Nationale Bibliotheek van Tsjechië: xx0104583
- Nationale bibliotheek van Australië: 53834284
- Nationale Bibliotheek van Israël: 987007433940005171
- Nationale Bibliotheek van Polen: a0000002928022
- Nationale en Universitaire bibliotheek Zagreb: 000579892
- Nederlandse Thesaurus van Auteursnamen: 071005587
- Parlement.com: vgu01axw2znb
- Réseau des bibliothèques de Suisse occidentale: 02-A000053827
- Istituto Centrale per il Catalogo Unico: MODV584167
- LIBRIS: 38922
- Système universitaire de documentation: 076523500
- Trove: 1540314
- Virtual International Authority File: 34770967
- WorldCat: E39PBJjXj4XTjrdGKJCd73GT73

Joaquín Almunia · Catherine Ashton · José Manuel Barroso · Jacques Barrot · Joe Borg · Karel De Gucht · Stavros Dimas · Benita Ferrero-Waldner · Ján Figeľ · Franco Frattini · Mariann Fischer Boel · Dalia Grybauskaitė · Danuta Hübner · Siim Kallas · Meglena Koeneva · László Kovács · Neelie Kroes · Markos Kyprianou · Peter Mandelson · Charlie McCreevy · Louis Michel · Leonard Orban · Andris Piebalgs · Janez Potočnik · Viviane Reding · Olli Rehn · Paweł Samecki · 
Algirdas Šemeta · Vladimír Špidla · Antonio Tajani · Androulla Vassiliou · Günter Verheugen · Margot Wallström
Joaquín Almunia · László Andor · Catherine Ashton · Michel Barnier · José Manuel Barroso · Tonio Borg (vanaf 28 november 2012) · Dacian Cioloş · John Dalli (tot 16 oktober 2012)  · María Damanáki · Jacek Dominik (sinds 16 juli 2014) · Štefan Füle · Karel De Gucht  · Máire Geoghegan-Quinn · Kristalina Georgieva · Johannes Hahn · Connie Hedegaard · Siim Kallas · Jyrki Katainen (sinds 16 juli 2014) · Neelie Kroes · Janusz Lewandowski (tot 1 juli 2014) · Cecilia Malmström · Neven Mimica · Ferdinando Nelli Feroci (sinds 16 juli 2014) · Günther Oettinger · Andris Piebalgs · Janez Potočnik · Viviane Reding (tot 1 juli 2014) · Olli Rehn (tot 1 juli 2014) · Martine Reicherts (sinds 16 juli 2014) · Maroš Šefčovič · Algirdas Šemeta · Antonio Tajani (tot 1 juli 2014) · Androulla Vassiliou